# Villogorgia compressa
Villogorgia compressa är en korallart som beskrevs av Hiles 1899. Villogorgia compressa ingår i släktet Villogorgia och familjen Plexauridae. Inga underarter finns listade i Catalogue of Life.